# Eliza Białkowska
Eliza Białkowska (ur. 29 lipca 1973 w Skwierzynie) – gimnastyczka artystyczna, technik fizjoterapii, olimpijka z Seulu i Barcelony.
W trakcie kariery zawodniczej reprezentowała poznańskie kluby: Pocztowiec i Energetyk.

## Osiągnięcia
- 1988
  - 1. miejsce w mistrzostwach polski w ćwiczeniach ze wstążką
- 1989
  - 12. miejsce na igrzyskach olimpijskich w 4-boju indywidualnym
- 1990
  - 1. miejsce w mistrzostwach polski w ćwiczeniach z obręczą
  - 1. miejsce w mistrzostwach polski w ćwiczeniach ze skakanką
  - 1. miejsce w mistrzostwach polski w ćwiczeniach ze wstążką
- 1992
  - 1. miejsce w mistrzostwach polski w wieloboju
  - 1. miejsce w mistrzostwach polski w ćwiczeniach z obręczą
  - 1. miejsce w mistrzostwach polski w ćwiczeniach ze skakanką
  - 1. miejsce w mistrzostwach polski w ćwiczeniach z piłką
  - 1. miejsce w mistrzostwach polski w ćwiczeniach z maczugami
- 1993
  - 14. miejsce na igrzyskach olimpijskich w 4-boju indywidualnym
  - 1. miejsce w mistrzostwach polski w wieloboju